# Tajó megállóhely
Tajó megállóhely egy Bács-Kiskun vármegyei vasúti megállóhely Kiskunmajsa településen, a MÁV üzemeltetésében. A város nyugati határszéle közelében helyezkedik el, a névadó külterületi városrész, Tajó házaitól is csaknem egy kilométerre nyugatra; közúti elérését csak önkormányzati utak biztosítják.

## Vasútvonalak
A megállóhelyet az alábbi vasútvonalak érintik:
- Kiskunhalas–Kiskunfélegyháza-vasútvonal

## Kapcsolódó állomások
A megállóhelyhez az alábbi állomások vannak a legközelebb:
- Harkakötöny vasútállomás (Kiskunhalas–Kiskunfélegyháza-vasútvonal)
- Kiskunmajsa vasútállomás (Kiskunhalas–Kiskunfélegyháza-vasútvonal)

## Forgalom
| Járat             | Útvonal | Gyakoriság |
| ----------------- | --- | ---------- |
| személyvonat      | Baja – Bácsbokod-Bácsborsód – Almás – Bácsalmás – Mélykút – Jánoshalma – Erdőszél – Kunfehértó – Kiskunhalas – Harkakötöny – Tajó – Kiskunmajsa – Jászszentlászló – Galambos – Kiskunfélegyháza                                      | Napi 1 pár |
| Kiskun InterRégió | Baja – Bácsbokod-Bácsborsód – Almás – Bácsalmás – Mélykút – Jánoshalma – Erdőszél – Kunfehértó – Kiskunhalas – Harkakötöny – Tajó – Kiskunmajsa – Jászszentlászló – Galambos – Kiskunfélegyháza – Kunszállás – Városföld – Kecskemét | 2 óránként |